# Geoffrey Hughes
Geoffrey Hughes (ur. 2 lutego 1944 w Wallasey, Cheshire, zm. 27 lipca 2012 w Portsmouth, Hampshire) – angielski aktor.
Zaczynał swoją karierę aktorską w Victoria Theatre w 1966. Grywał też na West Endzie, m.in. w Say Goodnight to Grandma czy w Run for your Wife. Stworzył też kilka dobrych kreacji filmowych (TV). Polskim widzom jest najlepiej znany z roli Powolniaka (Onslow) z serialu Co ludzie powiedzą? (Keeping Up Appearances). Czasem występował jako Geoff Hughes. Zmarł 27 lipca 2012 na raka prostaty.

## Filmografia
- 2007-2009: Kumple jako Fat B*stard, Uncle Keith, Brandy
- 2007: Na sygnale (alternatywny tytuł: Gra o życie) jako Si Blake

- 2004: The Funny Ladies of British Comedy jako on sam
- 2003: Comedy Connections jako on sam (2004)
- 2003: Z planu filmowego: wpadki i pomyłki aktorów (It Shouldn't Happen to a TV Actor) jako on sam/Powolniak
- 2001: All-Star Family Fortunes jako on sam (2001)
- 1998-2000: Rodzina Royle (The Royle Family) jako Twiggy
- 1997: Wspomnienia Hiacynty Bukiet (The Memoirs of Hyacinth Bucket) jako Powolniak
- 1995: The Smiths jako Dooley
- 1992: Heartbeat jako Vernon Scripps
- 1991-1993: Spender jako Kenny Coates (1991)
- 1990-1996: The Upper Hand jako Ray (1993)
- 1990: The Man From the PRU jako Baily
- 1990-1995: Co ludzie powiedzą? (Keeping Up Appearances) jako Powolniak
- 1989: Ja, Lovett (I, Lovett) jako Dirk
- 1988-1993: Pan wzywał, Milordzie? (You Rang, M'lord?) jako Fred Kendall
- 1986-1992: Boon jako Tiny Tim
- 1985: The Bright Side jako pan Lithgow
- 1980: Niżyński (Nijinsky) jako Gavrilov
- 1976: Cilla's World of Comedy jako Roger Fulwood (1976)
- 1976: Confessions of a Driving Instructor jako Listonosz
- 1974: No, Honestly jako Derek (1974)
- 1974: Coronation Street jako Eddie Yeats (1974-1983, 1987)
- 1973: Tiffany Jones jako Georg
- 1972: Mój udział w upadku Hitlera (Adolf Hitler – My part in his downfall) jako Larry
- 1971: Zemsta (Revenge (I)) jako Kierowca
- 1971: Carry On at Your Convenience jako Willie
- 1970-1984: Play for Today jako Derek
- 1970: Shadows of Fear jako Jerry (1971)
- 1970: Krew na szponach szatana (Satan's Skin)
- 1969: Till Death Us Do Part
- 1969: Up Pompeii! jako Piteous (1970)
- 1969-1971: Randall i duch Hopkirka (Randall & Hopkirk) jako Harper (1970)
- 1969: Początkujący żołnierz (The Virgin Soldiers) jako Lantry
- 1969: Curry & Chips jako Dick
- 1968-1972: Please Sir! jako Billy Garvin (1968)
- 1968-1977: Armia tatuśka (Dad's Army) jako Bridge Corporal (1972)
- 1968: The Bofors Gun jako Samuel
- 1968: Żółta łódź podwodna (Yellow Submarine)
- 1967: Smashing Time
- 1963-1989: Doctor Who jako pan Popplewick (1986)
- 1962-1978: Z Cars jako Billy Garvin (1968) / Wynne (1970) / Bartram (1973) / Mickey (1974)